# Caída del cielo (película de 2016)
Caída del cielo es una película de comedia romántica argentina de 2016 coescrita y dirigida por Néstor Sánchez Sotelo.

## Sinopsis
Alejandro está en su patio y el cuerpo de una mujer cae a su lado. Es Julia y está viva. Julia vive en el apartamento justo encima del de Alejandro y, a partir de ese momento, estos dos personajes fóbicos comienzan a conectar sus vidas solitarias. 

## Reparto
- Muriel Santa Ana como Julia.
- Peto Menahem como Alejandro.
- Héctor Díaz como Salvo.
- Sebastián Wainraich como Ignacio.
- Karina K como Vecina.
- Fabián Forte como Álvaro.
- Verónica Intile como Virginia.
- Pedro Di Salvia como Víctor.